# Gasopslag Bergermeer
Gasopslag Bergermeer is een commerciële ondergrondse gasopslag tussen Bergen en Alkmaar, in een natuurlijk gasreservoir waaruit tussen 1972 en 2007 aardgas werd gewonnen. Sinds 2014 is het als opslag in gebruik. Gasopslag Bergermeer wordt geopereerd door TAQA Energy en is de grootste voor derden vrijtoegankelijke ondergrondse gasopslagplaats van West-Europa. De opslag heeft een technische capaciteit van 48.1515 TWh

## Gasopslag
Ondergrondse gasopslag is een methode om aardgas tijdelijk te bewaren. Het gas wordt in de zomer opgeslagen, om het in de winter te kunnen gebruiken. Gasopslag is een beproefde techniek die op veel plekken in de wereld wordt toegepast. In Europa zijn meer dan honderd ondergrondse gasopslagen. In Nederland zijn meerdere gasopslagen in Norg (59.3385 TWh technische capaciteit), Grijpskerk (23.8500 TWh technische capaciteit) en Alkmaar (5.0000 TWh techinische capaciteit). Gasopslagen bieden flexibiliteit in de levering van gas als de vraag naar gas (tijdelijk) groter is dan het aanbod.

## Technische kenmerken
Het werkvolume van Gasopslag Bergermeer (de hoeveelheid gas die er in een jaar in en uit kan gaan) bedraagt 4,1 miljard m³ (4,1 bcm). Daarnaast zit er 4,6 miljard m³ kussengas in het reservoir om voldoende druk te hebben voor gasopslag. Dit kussengas moet in het veld blijven om het op druk te houden en is in feite niet verhandelbaar tot het moment het veld niet meer als zodanig wordt gebruikt. Voor de ingebruikname van het Bergermeer-reservoir als gasopslag zijn 14 nieuwe putten geboord in de Bergermeerpolder tussen Alkmaar en Bergen tot een diepte van ca. 2,5 kilometer. De gasbehandelingsinstallatie, waar het geproduceerde gas weer gereinigd en gedroogd wordt, staat op bedrijventerrein Boekelermeer in Alkmaar. De beide locaties zijn met elkaar verbonden met ondergrondse leidingen.

## Geschiedenis
Het Bergermeerconsortium, dat bestaat uit TAQA Energy bv (een dochteronderneming van het Abu Dhabi National Energy Company) en Energie Beheer Nederland, sloot in de zomer van 2009 voor het exploiteren van de opslag een overeenkomst met het Russische Gazprom voor de levering van kussengas voor Gasopslag Bergermeer. In ruil voor dit kussengas krijgt Gazprom tot 2045 het recht op het gebruik van 42% van de opslagcapaciteit.
In mei 2011 gaven de ministers Verhagen van Economische Zaken, Landbouw en Innovatie en Schultz van Haegen van Infrastructuur en Milieu groen licht voor Gasopslag Bergermeer. Een jaar later, op 2 mei 2012, bekrachtigde de Afdeling bestuursrechtspraak van de Raad van State de verleende vergunningen.
In de zomer van 2012 werd begonnen met de aanleg van Gasopslag Bergermeer en in april 2014 is de opslag gedeeltelijk in gebruik genomen. Op 31 maart 2015 heeft Maria van der Hoeven, als directeur van het Internationaal Energie Agentschap Gasopslag Bergermeer officieel in gebruik genomen. Van der Hoeven was eerder als Minister van Economische Zaken (Balkenende IV) bij Gasopslag Bergermeer betrokken.
In 2022 gaf een onderzoek van NRC aan dat de zeggenschap over de gasopslag feitelijk in handen van Gazprom is. Tussen 2017 en 2020 was het gasveld tussen de 90 en 100 procent gevuld vlak voor de winter, maar in 2021 kwam dit niet hoger dan 30%.

## Risico's
Een aantal wetenschappelijke rapporten toont aan dat het gasveld seismische risico's voor de gemeenten Bergen, Heiloo, Schermer en de stad Alkmaar met zich meebrengt. Het gebied kende een aantal (door de mens) geïnduceerde aardbevingen tijdens de winningsfase van het natuurlijke gas in het gebied tussen 1972 en 2008, met toenemende magnitudes op de schaal van Richter. Wetenschappers van het KNMI, MIT en TNO vinden elkaar in een geschatte maximale magnitude van 3,9 op de schaal van Richter als het gasveld voor opslag in gebruik wordt genomen. De kans dat zo'n aardbeving plaatsvindt noemde het MIT 'zeer klein'. Tevens is aangegeven dat ook zonder het weer in gebruik nemen van het gasveld zich nog aardschokken kunnen voordoen. De inschatting van MIT en KNMI is dat het seismische risico bij opslaan van gas niet toeneemt. De MIT meldde echter wel dat de drukverandering die ontstaat bij de opslag en afvoer van gas een mogelijke rol heeft bij het veroorzaken van aardbevingen.